# Ichthyoxenus minabensis
Ichthyoxenus minabensis är en kräftdjursart som först beskrevs av Sueo M. Shiino1951.  Ichthyoxenus minabensis ingår i släktet Ichthyoxenus och familjen Cymothoidae. Inga underarter finns listade i Catalogue of Life.